# Alfred Platow
Alfred Platow (* 28. August 1946 in Düsseldorf) ist ein deutscher Kaufmann und Finanzberater. Er war Gründer und langjähriger Vorstandsvorsitzender der Ökoworld AG. Platow gilt als Pionier auf dem Gebiet ethisch-ökologische Fonds. Zu den von ihm begründeten Kapitalanlagemodellen erklärte er anlässlich seines 70. Geburtstags 2016, seine Kunden vertrauten „in einen Kapitalismus, der das Menschsein nicht aus den Augen verliert.“

## Werdegang
Platow machte gemäß dem Wunsch seiner Eltern, die beide Steuerberater waren, zunächst eine Ausbildung als Groß- und Außenhandelskaufmann. Bald aber wandte er sich einem sozialen Beruf zu, arbeitete im Kindergarten und studierte Soziale Arbeit in Düsseldorf, seine Kommilitonin war Renate Künast. In Düsseldorf gehörte er zur Hausbesetzerszene, und er beteiligte sich an der Anti-Atom-Bewegung in Lüchow-Dannenberg.
1975 gründete er mit dem Mathematiker Klaus Odenthal in Hilden die „Alfred & Klaus – kollektive Versicherungsagentur“, die 1982 in Versiko und später in Ökoworld AG umbenannt wurde.
Ebenfalls 1995 wurde in Luxemburg die Ökovision Lux S.A. als Kapitalanlagegesellschaft eingetragen – mit Unterstützung von versiko und der Ökobank. 1996 wurde der erste Fonds unter dem Namen Ökovision herausgegeben. Dieser Investmentfonds wurde später in Ökoworld Ökovision Classic umbenannt.
Ende April 2023 kündigte Platow im Namen der Ökoworld AG an, dass die Gesellschaft Bußgelder für Klimaaktivisten der Letzten Generation übernehmen wolle. Nach öffentlichen Anfeindungen nahm die Gesellschaft das Vorhaben Anfang Mai zurück und Platow kündigte an, privat 20.000 Euro an einen Fonds überweisen zu wollen, der Aktivisten mit Rechtsberatung und Unterstützungsleistungen ausstattet. Den Aktivisten riet er später, keine „private Infrastruktur“ – gemeint sind private Pkw – zu blockieren, sondern stattdessen wieder Proteste vor „RWE, Rheinmetall, Heidelberger Zement oder vor dem Bundestag, den Parteizentralen“ zu veranstalten.
Alfred Platow führte seine Gesellschaften lange Jahre selbst und gehörte dem Vorstand der Ökoworld AG zuletzt zusammen mit Torsten Müller und Andrea Machost an. Im August 2023 trennte sich das Unternehmen von ihm, offizielle Begründung waren ein Generationswechsel und Unstimmigkeiten über den weiteren Kurs.

## Trivia
Seit 2011 spielt Platow gelegentlich in kleinen Rollen in der Krimiserie Tatort.